# Falkensee
Falkensee è una città di 45 005 abitanti del Brandeburgo, in Germania.

È il centro maggiore, ma non il capoluogo, del circondario della Havelland.
Falkensee possiede lo status di "Grande città di circondario" (Große kreisangehörige Stadt).

## Storia
Il comune fu creato nel 1923, in seguito alla fusione dei comuni di Falkenhagen e Seegefeld, il nome "Falkensee" deriva proprio dalla fusione dei nomi Falkenhagen e Seegefeld.
Dal 1961 al 1989 il tratto di territorio comunale che confinava con Berlino fu diviso dal "Muro", in quanto lambiva Berlino Ovest.

## Società

### Evoluzione demografica
- Sviluppo della popolazione dal 1875 entro gli attuali confini (Linea Blu: Popolazione; Linea puntata: Confronto dello sviluppo della popolazione dello stato del Brandenburgo; Sfondo grigio: Ai tempi del governo nazista; Sfondo rosso: Al tempo del governo comunista)
- Sviluppo recente della popolazione (Linea blu) e previsioni

## Geografia antropica

### Suddivisioni amministrative
Falkensee comprende 6 centri abitati (Ortsteil):
- Falkenhagen
- Falkenhain
- Falkenhöh
- Finkenkrug
- Waldheim